# أديتيا بابو
أديتيا بابو (بالإنجليزية: Aditya Babu)‏ هو منتج أفلام هندي، ولد في 1984.

## وصلات خارجية
- أديتيا بابو على موقع IMDb (الإنجليزية)